# Gaius Verres
Gaius Verres (* um 115 v. Chr.; † 43 v. Chr.) war ein korrupter römischer Politiker; er war Statthalter der Provinz Sizilien. Sein nomen gentile ist nicht überliefert. Sein Cognomen, Verres, bedeutet Eber. Fast alles, was über sein Leben bekannt ist, wurde von Cicero in seinen Reden gegen Verres (Orationes in Verrem) überliefert, welche dieser im Jahre 70 v. Chr. als Ankläger in einem Prozess gegen Verres verwendete. Sie sind dementsprechend vorbelastet.

## Leben
Verres war der Sohn eines gleichnamigen Senators († 71 v. Chr.). Über seine Jugend sind nur Anschuldigungen des Cicero betreffend Spielleidenschaft, Verkehr mit Prostituierten und Selbstprostitution überliefert, übliche Topoi zur Diffamierung politischer Gegner. 84 v. Chr. wurde Verres zum Quaestor des Konsuls Gnaeus Papirius Carbo und unterstützte die Popularen. Ein Jahr darauf lief er aber zu Sulla über, der wiederum ein Jahr später die Diktatur übernahm. Cicero zufolge unterschlug er dabei den Inhalt der Kriegskasse, die er als Quaestor zum Heer Carbos nach Norditalien hatte bringen sollen.

### Verres als Proquästor in Kilikien
Im Jahr 80 v. Chr. machte Gnaeus Cornelius Dolabella, der Statthalter von Kilikien in Kleinasien, Verres zu seinem Legaten und  ein Jahr später zum Proquästor. Bei ihrer Reise sollen sich beide an Kunstschätzen bereichert und die lokale Bevölkerung drangsaliert haben. Später sollen sie sich auch in Kleinasien persönlich bereichert haben. Im Jahr 78 v. Chr. wurde Dolabella deshalb vor dem Repetundengerichtshof angeklagt. Verres trat als Belastungszeuge gegen seinen ehemaligen Vorgesetzten auf, der aufgrund der Aussagen von Verres verurteilt wurde. Gleichzeitig wurde Verres durch seine Aussage freigesprochen.
Bereits 80 v. Chr. lernte Verres die Brüder Hieron und Cornelius Tlepolemos, zwei Maler aus Pamphylien kennen, die er in seine Dienste nahm. Sie waren als seine Kunstagenten tätig, suchten in Kleinasien nach Kunstgegenständen, zwischen 73 und 71 v. Chr. auch auf Sizilien, und halfen schließlich auch beim Raub der Kunstwerke. Dem damaligen Zeitgeschmack folgend waren unter den zentralen gesuchten Gütern die aus zu dieser Zeit besonders wertgeschätztem und teurem Corinthium aes.

### Verres als praetor urbanus
Im Jahre 74 v. Chr. wurde Verres in das Amt des praetor urbanus gewählt. Daneben war er mit einem seiner Kollegen für die Aufsicht über die öffentlichen Bauten der Stadt Rom zuständig. Er schien sich nicht immer an sein Edikt gehalten zu haben, doch im Allgemeinen berichtet Cicero wenig Substanzielles über diesen Lebensabschnitt des Verres.

### Verres als Statthalter in Sizilien

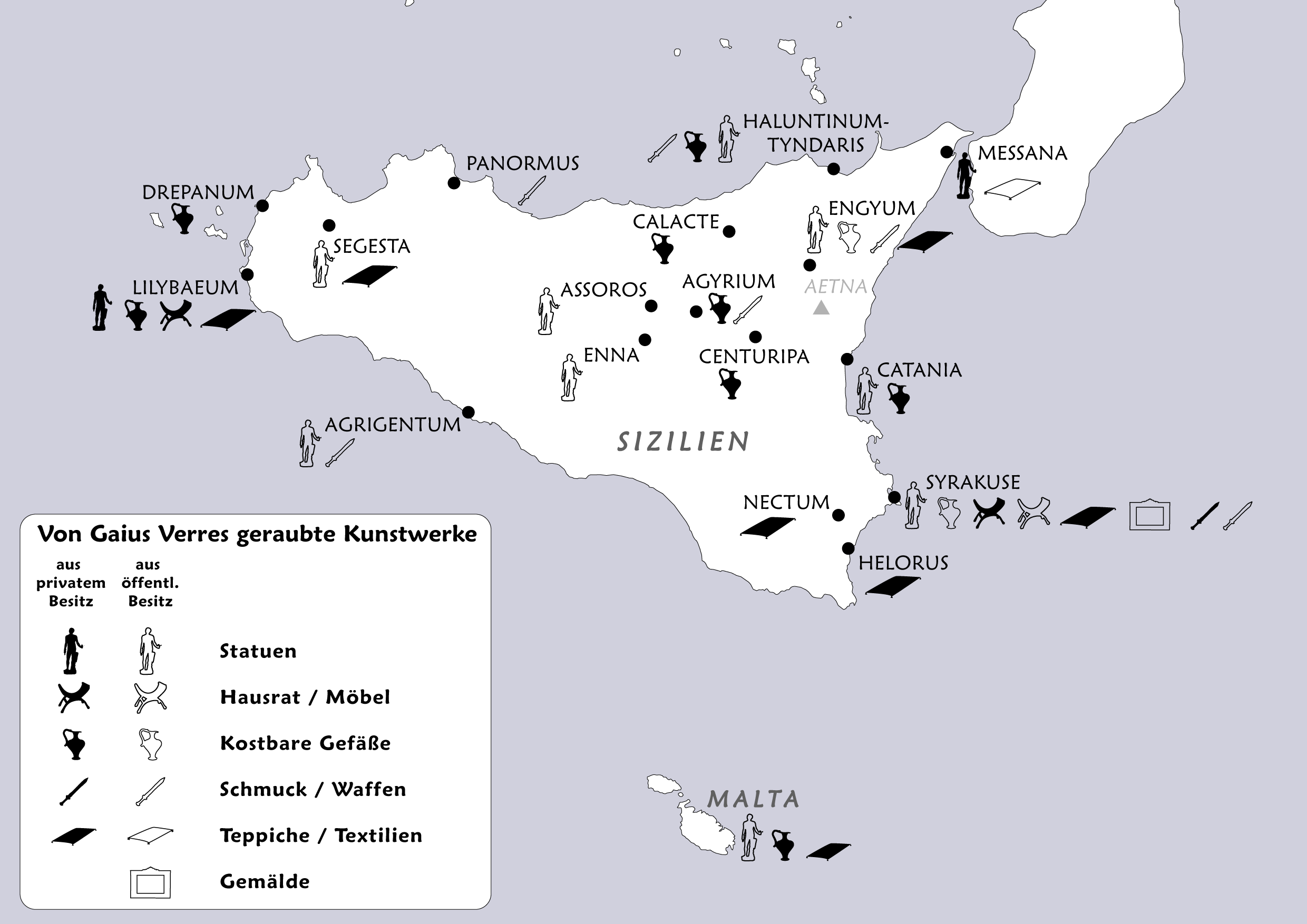
Der Raubzug des Verres auf Sizilien zwischen 73 und 70 v. Chr.

In den Jahren 73–71 v. Chr. war Verres schließlich Proprätor (Statthalter) der Provinz Sizilien. Seine ursprünglich auf ein Jahr befristete Amtszeit wurde verlängert, weil sein Nachfolger noch in den Kampf gegen den aufständischen Sklaven Spartacus verwickelt war.
Während seiner Statthalterschaft stärkte er den Zugriff Roms auf die Ressourcen der Insel. Da er sich dabei teils brutaler Mittel bediente, schadete er den Einheimischen und brachte auch die Klientel einflussreicher römischer Politiker gegen sich auf. Offenbar eignete er sich auch widerrechtlich einige Kunstwerke an und unterschlug öffentliche Mittel. Die Verwicklung in Tempelraub konnte nicht nachgewiesen werden und viele der umstrittenen Gegenstände gab Verres als Geschenke und Käufe aus. Weiterhin wurden Anschuldigungen über Unterschlagung und Erpressung laut.

### Verfahren vor dem Repetundengerichtshof
Dadurch angreifbar geworden, wurde Verres im Jahre 70 v. Chr. beim sogenannten „Verresprozess“ von Marcus Tullius Cicero angeklagt.  Cicero hatte sich fünf Jahre zuvor durch die redliche Art seiner Amtsführung als Quästor den Respekt der Sizilianer erworben. Die Anklagepunkte umfassten geldgierige Politik und Rechtsprechung, korrupte und ungerechte Abgabenerhebungen, sowie die Erpressung von Kunstwerken und letztlich sogar die Tötung römischer Bürger. Als seinen Verteidiger engagierte Verres den namhaften Quintus Hortensius Hortalus. Das Gericht war ausschließlich aus Mitgliedern des römischen Senats zusammengesetzt. Verres plante, durch Verschleppung des Prozesses Zeit zu gewinnen, denn im Folgejahr wäre sein Freund Marcus Caecilius Metellus Vorsitzender des Gerichts geworden. Hortensius wandte zwei Taktiken an, um den Prozess bis zum Wechsel des Vorsitzes zu verzögern: Zunächst wollte er erreichen, dass das Verfahren gegen einen ehemaligen Statthalter von Bithynien vorgezogen wurde. Als dieser Plan scheiterte, bemühte er sich um eine Vertagung bis zu einer Reihe von römischen Feiertagen, nach deren Ablauf für die Verhandlung nur noch wenig Zeit bleiben würde, bevor die Amtszeit des Vorsitzenden endete. Auch diese Taktik schlug fehl. Schon im August wurde die Verhandlung eröffnet, und Cicero versuchte die Verzögerungstaktik von Hortensius zu vereiteln, indem er mit einer flammenden, aber kurzen Rede begann, um so Beweise und Zeugen früher als ursprünglich geplant in die Verhandlung einbringen zu können.

### Ende des Prozesses, Exil und Tod
Die erdrückende Beweislast und umfangreiche Zeugenlisten veranlassten Verres, den Prozess vorzeitig verloren zu geben und nach Massilia ins Exil zu gehen. Cicero gab sein gesammeltes Beweismaterial später, nach Stoffgebieten geordnet und rhetorisch ausgearbeitet, in einer zweiten Rede gegen Verres heraus, die fünf Bücher umfasst (De praetura urbana, De praetura Siciliensi, De frumento, De signis, De suppliciis). Die Entschädigungssumme belief sich anstatt der von Cicero geforderten 40 Millionen Sesterzen (HS) auf lediglich 3 Millionen HS. In der Provinz lebte Verres abseits der römischen Politik in seinem Reichtum. Dieser war jedoch im Jahre 43 v. Chr. ein Grund dafür, dass Verres auf den Proskriptionslisten eingetragen wurde, was zu seiner Ermordung führte. Ausschlaggebend soll der Streit mit Marcus Antonius um die Herausgabe einiger kostbarer korinthischer Vasen gewesen sein.

## Literarische Verarbeitung
Der Prozess gegen Verres ist ein Thema des Romans Imperium von Robert Harris.